# 삼생이
《삼생이》는 2013년 1월 7일부터 2013년 6월 21일까지 방영된 KBS 2TV TV소설이다.

## 등장인물

### 주요 인물
- 홍아름 : 석삼생 역 - 봉무룡의 친딸 (아역 곽지혜, 정지소)
- 손성윤 : 봉금옥 역 - 고막례, 사기진의 친딸 (아역 장서희, 김지민)
- 차도진 : 박동우 역 (아역 김지훈)
- 지일주 : 오지성 역 (아역 정유근, 김승찬)

### 석삼생 가족
- 이달형 : 석봉출 역 - 석삼생 양아버지
- 이아현 : 고막례 역 - 봉금옥의 생모.석삼생 양어머니
- 신현탁 : 석창식 역 (아역 정승원)
- 이수빈 : 석창희 역 (아역 에스더)

### 봉금옥 가족
- 독고영재 : 봉무룡 역 - 석삼생의 생부
- 유태웅 : 사기진 역 - 봉금옥의 생부
- 이연수 : 해주댁 역
- 반효정 : 조씨 역 - 봉무룡의 친모, 석삼생의 친조모 (특별출연)

### 오지성 가족
- 김승욱 : 오인수 역
- 김도연 : 박경자 역
- 김나운 : 오필순 역
- 고도영 : 정윤희 역 (아역 이재인, 김혜윤)

### 봉한의원 사람들
- 위양호 : 팔군 역
- 하진경 : 미쓰주 역

### 그 외 인물
- 김미림 : 순복 역
- 황범식 : 도사 역
- 하수호 : 영배 역
- 백민 : 강 계장 역
- 한창현 : 중앙정보부 국장 역
- 무정 : 석삼생 친어머니
- 최윤준
- 미상 : 중국집 주인 역

## 같이 보기
- 한국방송공사